# Biskup varšavsko-pragský
Biskup vrašavsko-pragský je sídelní biskup diecéze varšavsko-pragské, zřízené v roce 1992 papežem Janem Pavlem II. pro Pragu, jí přilehlé části Varšavy a oblast na východ od nich.

## Seznam biskupů vrašavsko-pragských

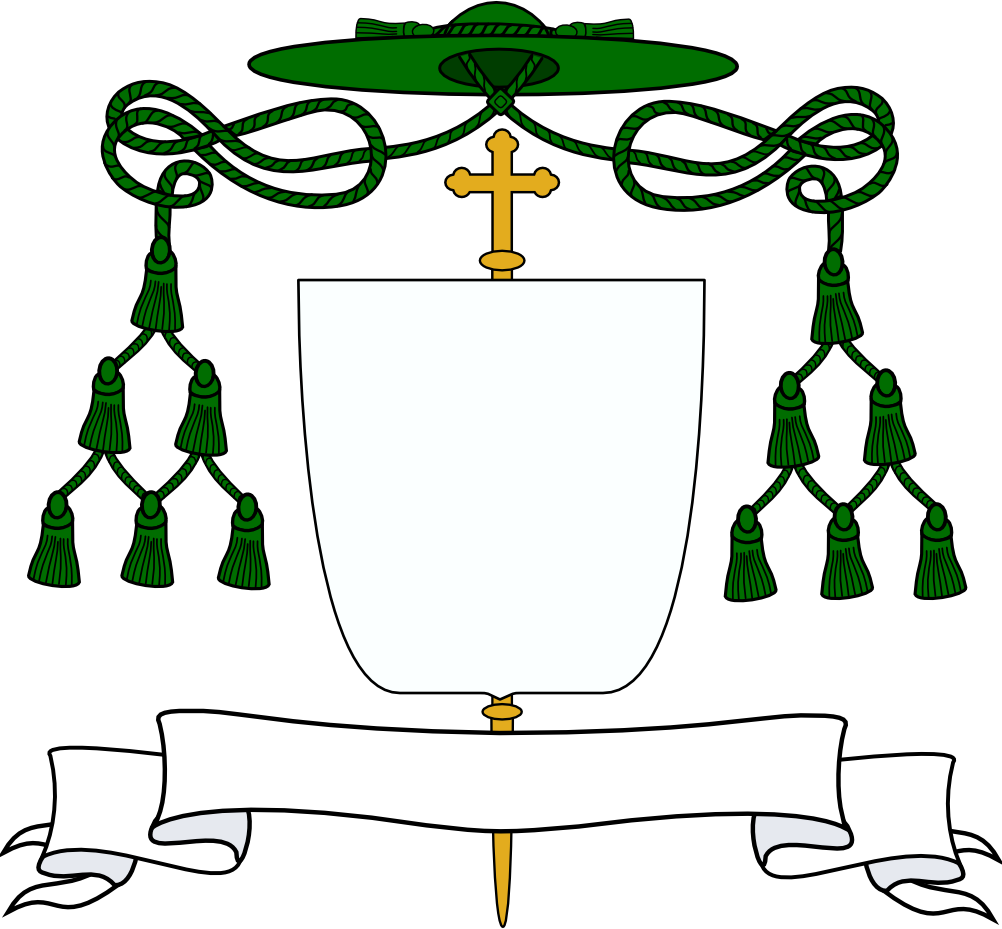
1.Kazimierz Romaniuk (1992–2004)
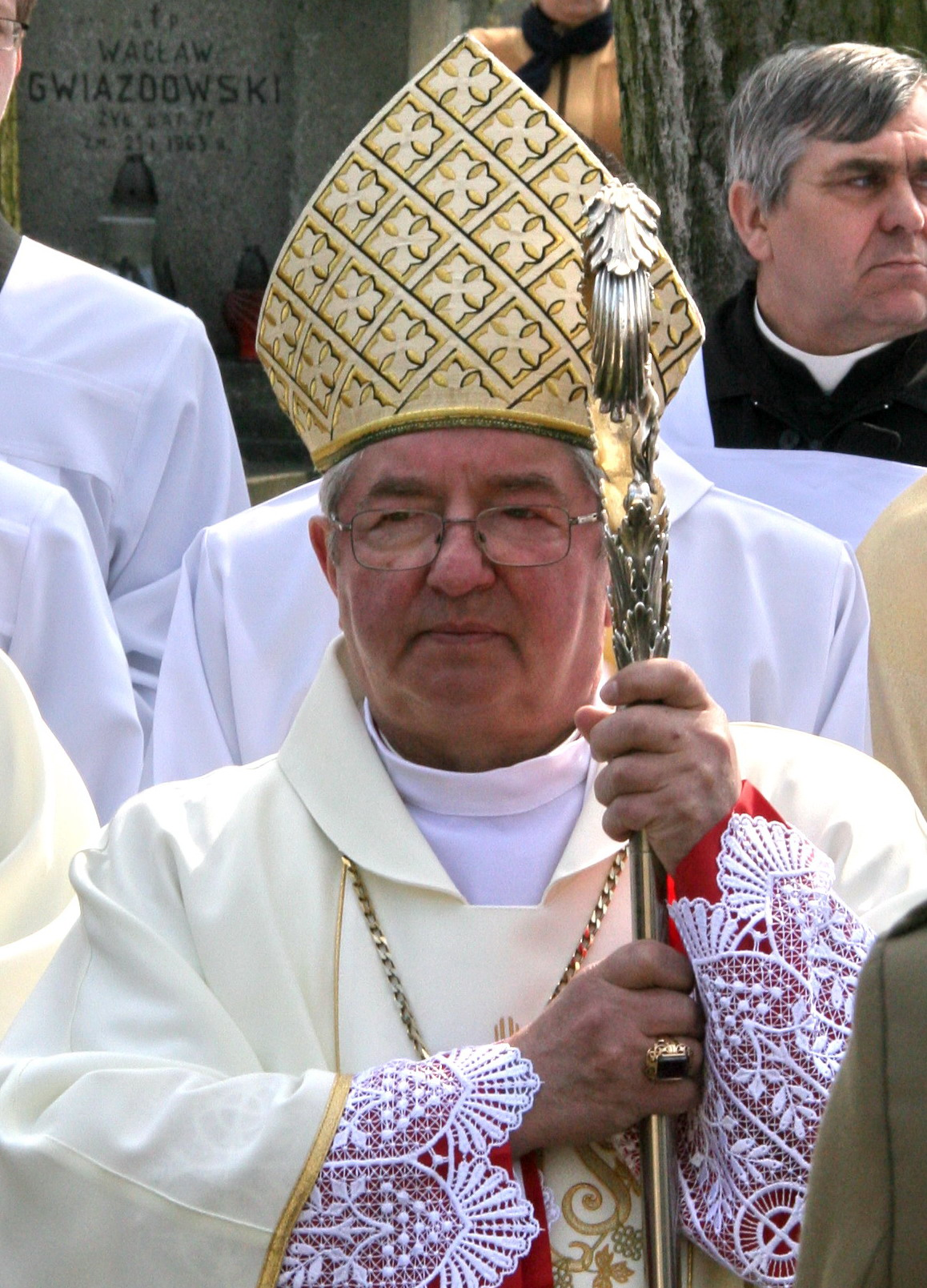
2.Sławoj Leszek Głódź(2004-2008)
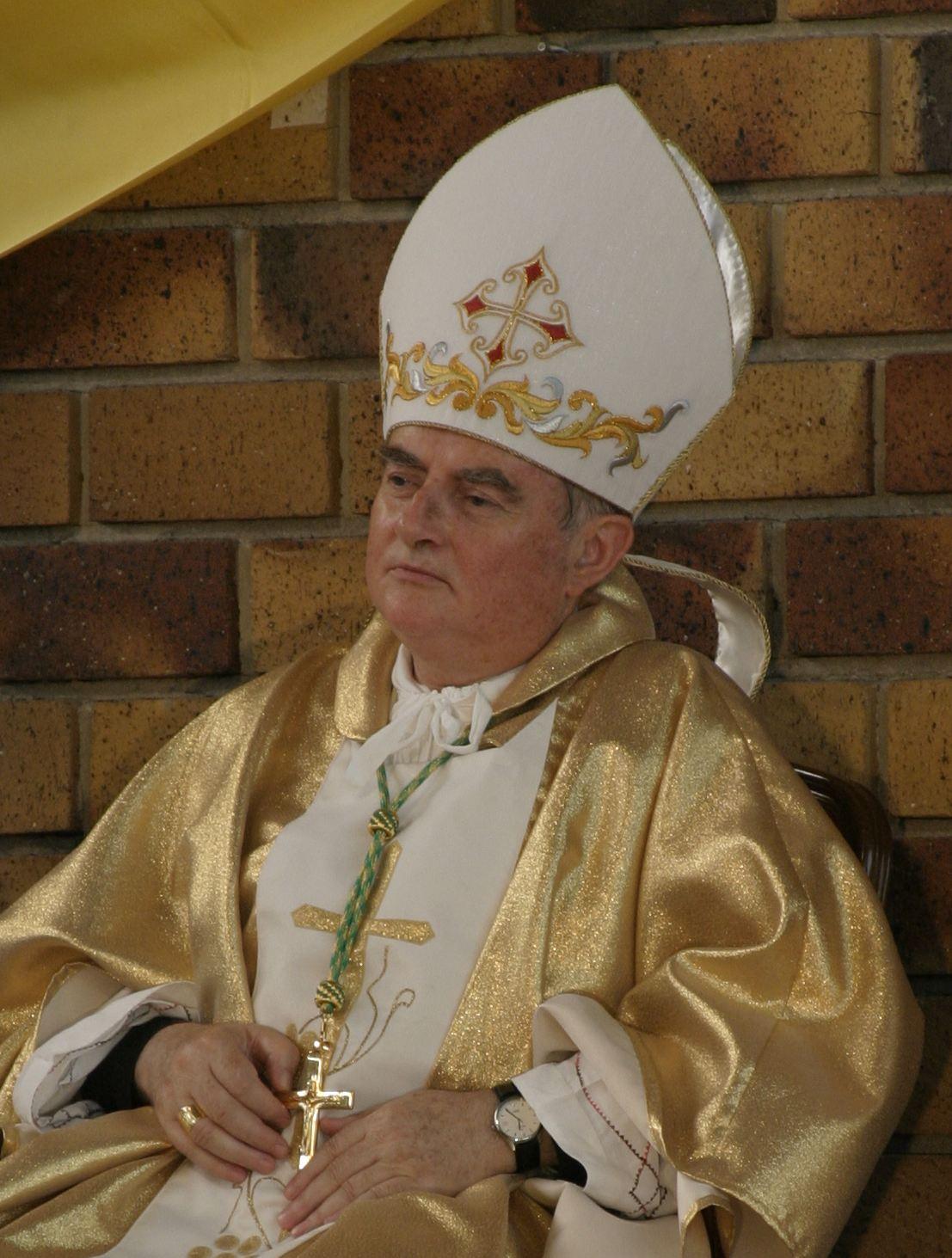
3.Henryk Hoser(od 2008)

## Seznam pomocných biskupů v diecézi
- Zbigniew Józef Kraszewski (1992-1997)
- Stanisław Kędziora (od 1992)
- Marek Solarczyk (od 2011)